# Хорошунова Ірина Олександрівна
Ірина Олександрівна Хорошунова (1913, Київ — 1993, Київ) — українська художниця, журналістка. Автор мемуарів з історії Києва (1941—1944).

## Біографія
Народилася в 1913 році в Києві. Родом із дворянської сім'ї. По материнській лінії вона походила зі славного київського роду Маркевичів. Її прадід — Микола Маркевич, відомий український історик, фольклорист і музикант. Його внучка Олександра Олександрівна, мама Ірини Олександрівни, закінчила Смольний інститут, отримавши спеціальність вчительки німецької мови. У радянський час працювала друкаркою і рахівником. Батько Ірини Олександрівни — О. Ф. Хорошунов — юрист, випускник Київського університету Святого Володимира, який рано помер, і дітей виховувала мати, а також родичі Маркевичі-Милорадовичі, що жили з ними в одному будинку на Андріївському узвозі, 34.
Дід Ірини Олександрівни брав участь у Кримській війні, його сини Володимир, Юрій та Андрій загинули під час Першої світової. За сталінських репресій була заарештована і розстріляна мати — Олександра Олександрівна Маркевич (Хорошунова).
А в роки німецької окупації Києва за участь в київському підпіллі була страчена її рідна сестра Тетяна з чоловіком і трирічною донькою. Сама Ірина Олександрівна, теж допомагала підпіллю, врятувалася лише завдяки друзям — викладачам консерваторії Онисії Яківні Шреєр-Ткаченко та Елеонорі Павлівні Скрипчінській-Верьовці.
І. О. Хорошунова увійшла в історію Києва як автор докладних мемуарів, що охоплюють весь період окупації Києва, і які є свідченням очевидця та учасника описуваних подій.
Києвознавець, історик архітектури Малаков Дмитро Васильович називав мемуари Хорошунової фальшивкою.

## Автор мемуарів
- Хорошунова І. О. Перший рік війни. Київські записки[2]
- Хорошунова І. О. Другий і третій роки війни. Київські записки[3]